# Pečanica
Pečanica (en serbe cyrillique : Печаница) est un village de Serbie situé dans la municipalité de Veliko Gradište, district de Braničevo. Au recensement de 2011, il comptait 322 habitants.

## Démographie
| 1948 | 1953 | 1961 | 1971 | 1981 | 1991 | 2002 | 2011 |
| ---- | ---- | ---- | ---- | ---- | ---- | ---- | ---- |
| 823  | 830  | 833  | 824  | 732  | 692  | 453  | 322  |

|  |